# Поцілунок Беатріс
«Поцілунок Беатріс» (фр. Sage femme) — французько-бельгійський фільм-драма 2017 року, поставлений режисером Мартеном Прово з Катрін Фро та Катрін Денев у головних ролях. Прем'єра стрічки відбулася 14 лютого 2017 року на 67-му Берлінському міжнародному кінофестивалі, де вона брала участь в позаконкурсній програмі.

## Сюжет
Клер (Катрін Фро), мати-одиначка, що має дорослого сина, працює акушеркою в гінекологічному відділенні та веде досить розмірене існування, повністю присвячуючи себе роботі. Одного разу в її життя вдирається вередлива родичка Беатріс (Катрін Денев), коханка її покійного батька. Ця жінка колись зникла і не з'являлася три десятки років, але тепер подзвонила, повідомивши, що у неї є важливі новини…

## У ролях
| Катрін Денев   | … | Беатріс Соболевськи |
| Катрін Фро     | … | Клер Бретон         |
| Олів'є Гурме   | … | Поль                |
| Кантен Дольмер | … | Симон               |
| Мілен Демонжо  | … | Ролан               |
| Полін Етьєн    | … | Сесіль, пацієнтка   |
| Полін Паріжо   | … | Люсі                |
| Марі Гілі-П'єр | … | Евелін              |
| Джинн Роза     | … | Елоді               |
| Еліз Оппонг    | … | Софі                |

## Знімальна група
- Автор сценарію — Мартен Прово
- Режисер-постановник — Мартен Прово
- Продюсер — Олів'є Дельбоск
- Співпродюсери — Жак-Анрі Бронкар, Олів'є Бронкар
- Виконавчий продюсер — Емільєн Біньйон
- Композитор — Грегуар Етзель
- Оператор — Ів Кап
- Монтаж — Альбертіна Ластера
- Підбір акторів — Бріжит Моіду
- Художник-постановник — Тьєррі Франсуа
- Художник-декоратор — Катрін Жарр'є-Пріє
- Художник по костюмах — Вірсавія Дрейфус